# Omneya Abdel Kawy
Omneya Abdel Kawy, née le 15 août 1985 à Gizeh, est une joueuse égyptienne de squash. Elle atteint, en octobre 2010, la quatrième place mondiale sur le circuit international, son meilleur classement.

## Biographie
Joueuse très précoce, elle apparaît dans huit finales successives du British Junior Open dont quatre titres en moins de 19 ans. Elle est la première Égyptienne à devenir championne du monde junior. Ce succès a un retentissement considérable et elle devient pour les jeunes Égyptiennes la joueuse à imiter et au début des années 2000, elle devient la première joueuse égyptienne à intégrer le top 5.
Elle établit un record de dix participations aux championnats du monde par équipes en 2016 après avoir commencé précocement en 1998 à l'âge de treize ans,.
Elle devient mère d'un petit garçon en septembre 2017 Selim Ahmed Said et reprend la compétition en 2018 bénéficiant d'un classement protégé.
Elle se retire du circuit professionnel en novembre 2018.

## Palmarès

### Titres
- Monte-Carlo Squash Classic : 2010
- Hurghada International : 4 titres (2006, 2008, 2009, 2010)
- Apawamis Open : 2005
- Championnat du monde par équipes : 3 titres (2008, 2012, 2016)
- Championnats d’Égypte : 2 titres (2002, 2010)
- Championnats du monde junior : 2003
- British Junior Open : 4 titres en moins de 19 ans (2001-2004)

### Finales
- Alexandria International Squash Open : 2015
- Monte-Carlo Squash Classic : 2014
- Carol Weymuller Open : 2014
- Granite Open : 2014
- Open de Macao : 2012
- Hurghada International : 4 finales (2004, 2005, 2007, 2011)
- Championnats du monde : 2010
- Open de Kuala Lumpur : 2010
- Cleveland Classic : 2010
- Hong Kong Open : 2009
- Open de Greenwich : 3 finales (2005,2009, 2010)
- Championnats du monde junior : 2001
- Championnats du monde par équipes : 2006